# Beyhanlı, Akçakoca
Beyhanlı là một xã thuộc huyện Akçakoca, tỉnh Düzce, Thổ Nhĩ Kỳ. Dân số thời điểm năm 2010 là 236 người.